# Mario Sironi
Mario Sironi (Sassari, 12 de mayo de 1885 - Milán, 13 de agosto de 1961) fue un pintor italiano. 

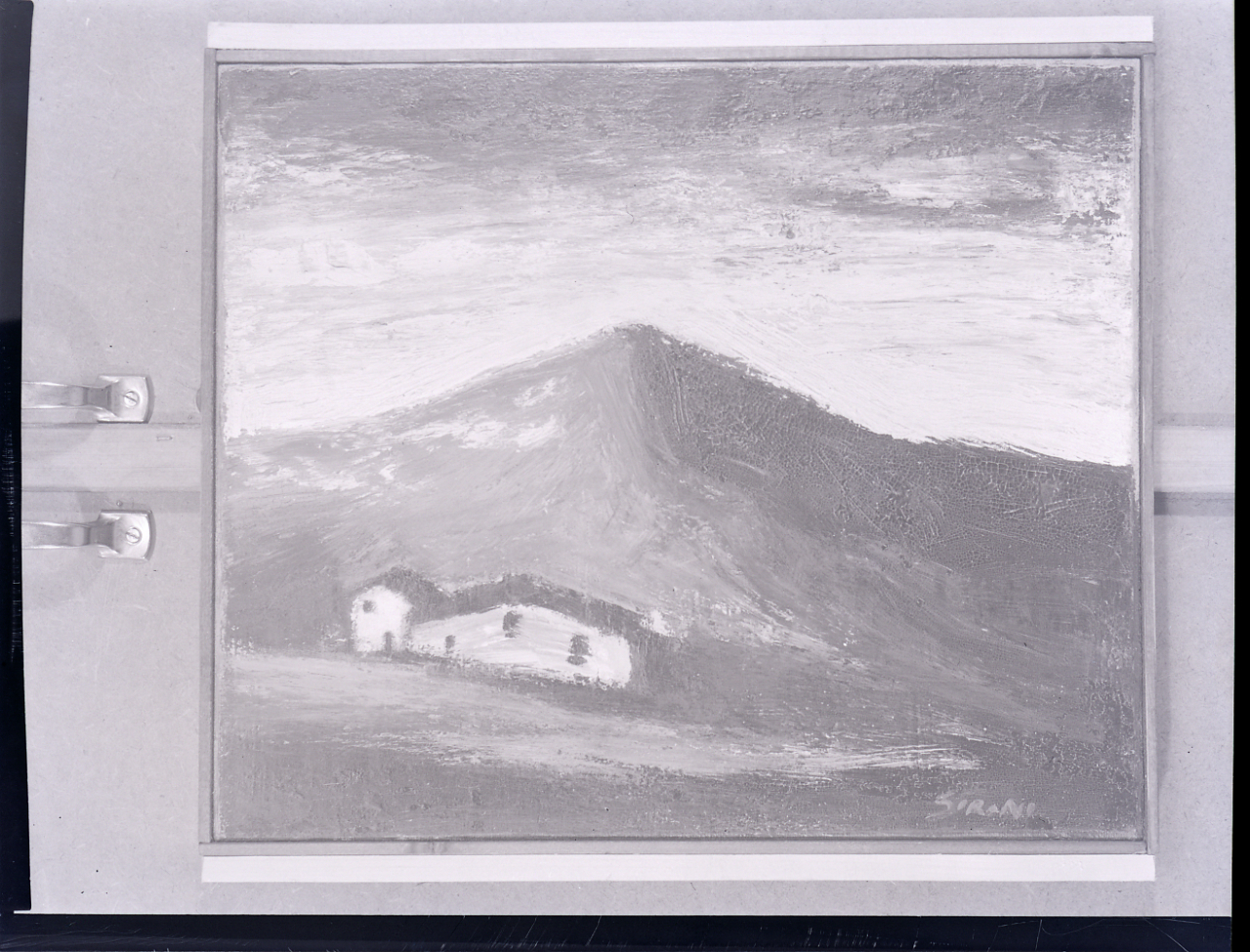
Obra por Sironi fotografiada por Paolo Monti

## Carrera
Estudió ingeniería en Roma, dejando los estudios para dedicarse a la pintura. Se formó en el estudio de Giacomo Balla, donde conoció a Gino Severini y Umberto Boccioni. Con este último realizó un viaje por Francia y Alemania en 1908. Sus primeras obras se enmarcaron en el futurismo, con una temática relativa a la vida urbana y la era industrial (El camión, 1914; Composición con hélice, 1915). Tras una corta etapa en la pintura metafísica (Caballo blanco, 1919), desembocó en un expresionismo personal, influido por la pintura tradicional italiana, con cierto aire arcaico, de formas geométricamente reducidas. Siguió con sus representaciones urbanas, a las que otorgaba un curioso aspecto de evocación histórica, a la vez que un aire de angustiosa soledad, en escenas de ciudades industriales que absorben al individuo, reflejado por figuras solitarias de obreros inmersos en los escenarios de grandes fábricas y barrios industriales cruzados por trenes, camiones y tranvías (Paisaje urbano, 1921). 
Hacia mediados de los años 1920 se adhirió al estilo Novecento, que propugnaba el retorno al clasicismo de tradición italiana, movimiento que contó con el patrocinio del régimen fascista de Mussolini. Sus nuevas temáticas fueron el paisaje, el retrato y el desnudo, con una base de inspiración en la antigüedad y en el carácter mediterráneo del arte italiano. Propuso el retorno a técnicas tradicionales, como el fresco, el mosaico y el bajorrelieve, y se aproximó al diseño vinculado a la arquitectura (pabellones de la Fiat para la Feria de Milán) y a la escenografía teatral.  

## Obras
- Il ciclista ('El ciclista', entre 1916 y 1917). Fue redibujado después de 1920.
- Il camion ('El camión', entre 1914 y 1915).
- Il camion giallo ('El camión amarillo', de 1919).
- L'allieva ('La alumna', de 1924).
- L'architetto ('El arquitecto', de 1924). Expuesto en la sala del “Novecento” de la Bienal de Venecia.
- Paesaggio urbano ('Paisaje urbano', de 1927).
- L’Italia fra le Arti e le Scienze (1935). Pintura mural expuesta en el Aula Magna de "La Sapienza" Università di Roma.
- Il lavoro ('El trabajo', entre 1949 y 1950).
- La donna ('La mujer', entre 1955 y 1958).
- Studio per illustrazione ('Estudio para ilustración', de 1936 aprox.). Expuesto en el museo MAGI '900 de Pieve di Cento (Italia).
- Composizione con paesaggio ('Composición con paisaje', de 1943). Expuesto en el museo MAGI '900 de Pieve di Cento (Italia).

## Gallery

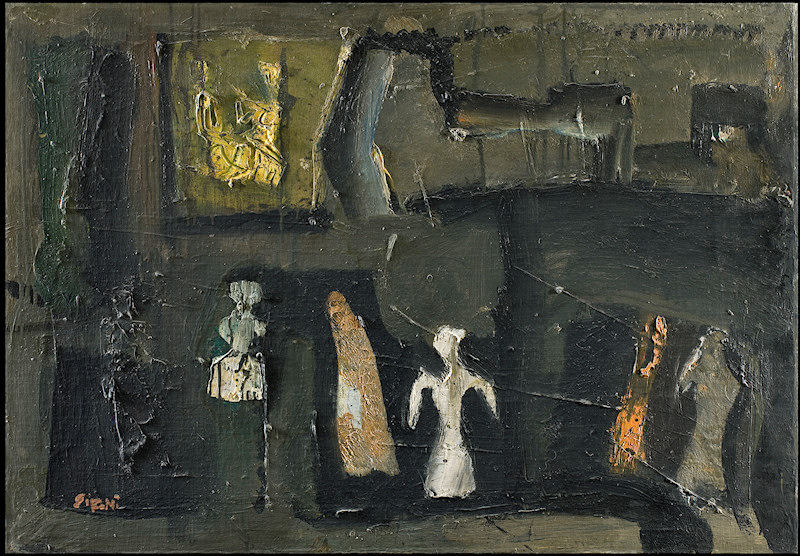